# Šlapanka
La Šlapanka est une rivière de la Tchéquie. Longue de 34 km, elle prend sa source près de Věžnice et se jette dans la Sázava. Elle est donc un sous-affluent de l'Elbe, par la Vltava.